# Elecciones al Parlamento de Cantabria de 2007
La elecciones al Parlamento de Cantabria de 2007 se celebraron el 27 de mayo. El Partido Regionalista de Cantabria fue el único partido que vio incrementado su número de escaños. En esta legislatura se revalidó el pacto entre socialistas y regionalistas, de manera que Miguel Ángel Revilla (PRC) volvió a ser investido presidente de Cantabria.[cita requerida] El PSC-PSOE y el PRC conservaron respectivamente seis y cuatro consejerías, y la socialista Dolores Gorostiaga volvió a ser nombrada vicepresidenta.

## Resultados
| ← Elecciones al Parlamento de Cantabria de 2007 → |                                                       |                          |         |       |         |     |
| Presidente y gobierno | Partido                                               | Candidato                | Votos   | %     | Escaños | +/- |
| - Presidente: Miguel Ángel Revilla - Gobierno: PRC-PSOE - Censo: 485.624 - Votantes: 349.520 (72,0%) - Abstención: 136.104 (28,0%) - Válidos: 346.244 - A candidatura: 340.321 | Partido Popular (PP)                                  | Juan Ignacio Diego       | 143.610 | 42,20 | 17      | -1  |

Partido más votado en las elecciones autonómicas de 2007 por municipios.
Partido Popular (PP)
Partido Socialista de Cantabria-PSOE (PSC-PSOE)
Partido Regionalista de Cantabria (PRC)

Porcentaje de participación en las elecciones autonómicas 2007 por municipios.
>90%
81-90%
71-80%
61-70%
<61%

| - Presidente: Miguel Ángel Revilla - Gobierno: PRC-PSOE - Censo: 485.624 - Votantes: 349.520 (72,0%) - Abstención: 136.104 (28,0%) - Válidos: 346.244 - A candidatura: 340.321 | Partido Regionalista de Cantabria (PRC)               | Miguel Ángel Revilla     | 99.159  | 29,14 | 12      | +4  |
| - Presidente: Miguel Ángel Revilla - Gobierno: PRC-PSOE - Censo: 485.624 - Votantes: 349.520 (72,0%) - Abstención: 136.104 (28,0%) - Válidos: 346.244 - A candidatura: 340.321 | Partido Socialista de Cantabria (PSOE)                | María Dolores Gorostiaga | 84.982  | 24,97 | 10      | -3  |
| - Presidente: Miguel Ángel Revilla - Gobierno: PRC-PSOE - Censo: 485.624 - Votantes: 349.520 (72,0%) - Abstención: 136.104 (28,0%) - Válidos: 346.244 - A candidatura: 340.321 | Convocatoria por Cantabria IU-BR                      | Juan González Bedoya     | 6.511   | 1,91  | 0       |     |
| - Presidente: Miguel Ángel Revilla - Gobierno: PRC-PSOE - Censo: 485.624 - Votantes: 349.520 (72,0%) - Abstención: 136.104 (28,0%) - Válidos: 346.244 - A candidatura: 340.321 | Conceju Nacionaliegu Cántabru (CNC)                   |                          | 1.262   | 0,37  | 0       |     |
| - Presidente: Miguel Ángel Revilla - Gobierno: PRC-PSOE - Censo: 485.624 - Votantes: 349.520 (72,0%) - Abstención: 136.104 (28,0%) - Válidos: 346.244 - A candidatura: 340.321 | La Unión (LU)                                         |                          | 1.206   | 0,35  | 0       |     |
| - Presidente: Miguel Ángel Revilla - Gobierno: PRC-PSOE - Censo: 485.624 - Votantes: 349.520 (72,0%) - Abstención: 136.104 (28,0%) - Válidos: 346.244 - A candidatura: 340.321 | Partido Antitaurino Contra el Maltrato Animal (PACMA) |                          | 965     | 0,28  | 0       |     |
| - Presidente: Miguel Ángel Revilla - Gobierno: PRC-PSOE - Censo: 485.624 - Votantes: 349.520 (72,0%) - Abstención: 136.104 (28,0%) - Válidos: 346.244 - A candidatura: 340.321 | Partido Comunista de los Pueblos de España (PCPE)     |                          | 728     | 0,21  | 0       |     |
| - Presidente: Miguel Ángel Revilla - Gobierno: PRC-PSOE - Censo: 485.624 - Votantes: 349.520 (72,0%) - Abstención: 136.104 (28,0%) - Válidos: 346.244 - A candidatura: 340.321 | Centro Democrático Liberal (CDL)                      |                          | 656     | 0,19  | 0       |     |
| - Presidente: Miguel Ángel Revilla - Gobierno: PRC-PSOE - Censo: 485.624 - Votantes: 349.520 (72,0%) - Abstención: 136.104 (28,0%) - Válidos: 346.244 - A candidatura: 340.321 | Falange Española de las JONS (FE-JONS)                |                          | 483     | 0,14  | 0       |     |
| - Presidente: Miguel Ángel Revilla - Gobierno: PRC-PSOE - Censo: 485.624 - Votantes: 349.520 (72,0%) - Abstención: 136.104 (28,0%) - Válidos: 346.244 - A candidatura: 340.321 | Alternativa Motor y Deportes (AMD)                    |                          | 416     | 0,12  | 0       |     |
| - Presidente: Miguel Ángel Revilla - Gobierno: PRC-PSOE - Censo: 485.624 - Votantes: 349.520 (72,0%) - Abstención: 136.104 (28,0%) - Válidos: 346.244 - A candidatura: 340.321 | Partido Humanista (PH)                                |                          | 343     | 0,10  | 0       |     |
| - Presidente: Miguel Ángel Revilla - Gobierno: PRC-PSOE - Censo: 485.624 - Votantes: 349.520 (72,0%) - Abstención: 136.104 (28,0%) - Válidos: 346.244 - A candidatura: 340.321 | En blanco                                             | N/A                      | 5.923   | 1,7   | N/A     | N/A |
| - Presidente: Miguel Ángel Revilla - Gobierno: PRC-PSOE - Censo: 485.624 - Votantes: 349.520 (72,0%) - Abstención: 136.104 (28,0%) - Válidos: 346.244 - A candidatura: 340.321 | Nulos                                                 | N/A                      |         |       | N/A     | N/A |

### Elección e investidura del Presidente de Cantabria
| Candidato                  | Fecha                                                   | Voto       |    |    |    | Total |
| -------------------------- | ------------------------------------------------------- | ---------- | -- | -- | -- | ----- |
| Miguel Ángel Revilla (PRC) | 30 de junio de 2007 Mayoría requerida: Absoluta (20/39) | Sí         |    | 12 | 10 | 22/39 |
| Miguel Ángel Revilla (PRC) | 30 de junio de 2007 Mayoría requerida: Absoluta (20/39) | No         | 17 |    |    | 17/39 |
| Miguel Ángel Revilla (PRC) | 30 de junio de 2007 Mayoría requerida: Absoluta (20/39) | Abstención |    |    |    | 0/39  |